# Separació de poders

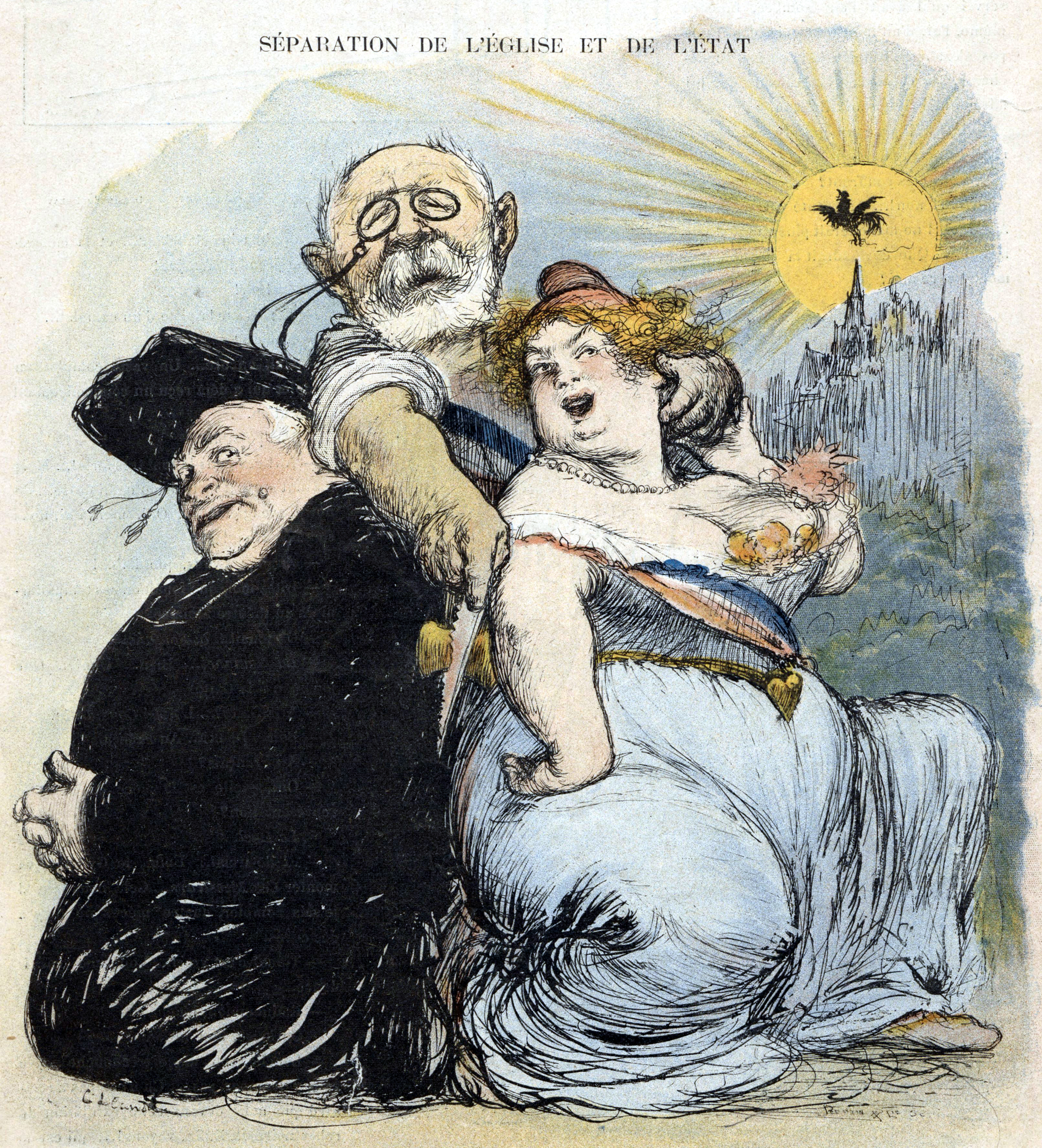
Il·lustració de la separació dels poders estatals dels religiosos de 1985 a França

La separació de poders és un principi que estableix que els poders d'un govern sobirà han d'estar dividits entre dues o més entitats fortament independents, així doncs, prevenint que una persona o un grup tingui massa poder.
La idea que les diferents funcions dels estats han d'atribuir-se a les diferents institucions es va fer servir per primera vegada a l'antiga Grècia, i en els segles xvii i xviii, el concepte va ser refinat per James Harrington i John Locke.
Montesquieu va escriure crítiques sobre la monarquia francesa fins a elaborar una proposta de separació de poders que ha estat invocada per la majoria de les constitucions fins ara. Les seves teories estaven basades en un estudi sobre els escrits de Locke i en un coneixement imperfecte de la constitució anglesa del segle xviii.

## Història

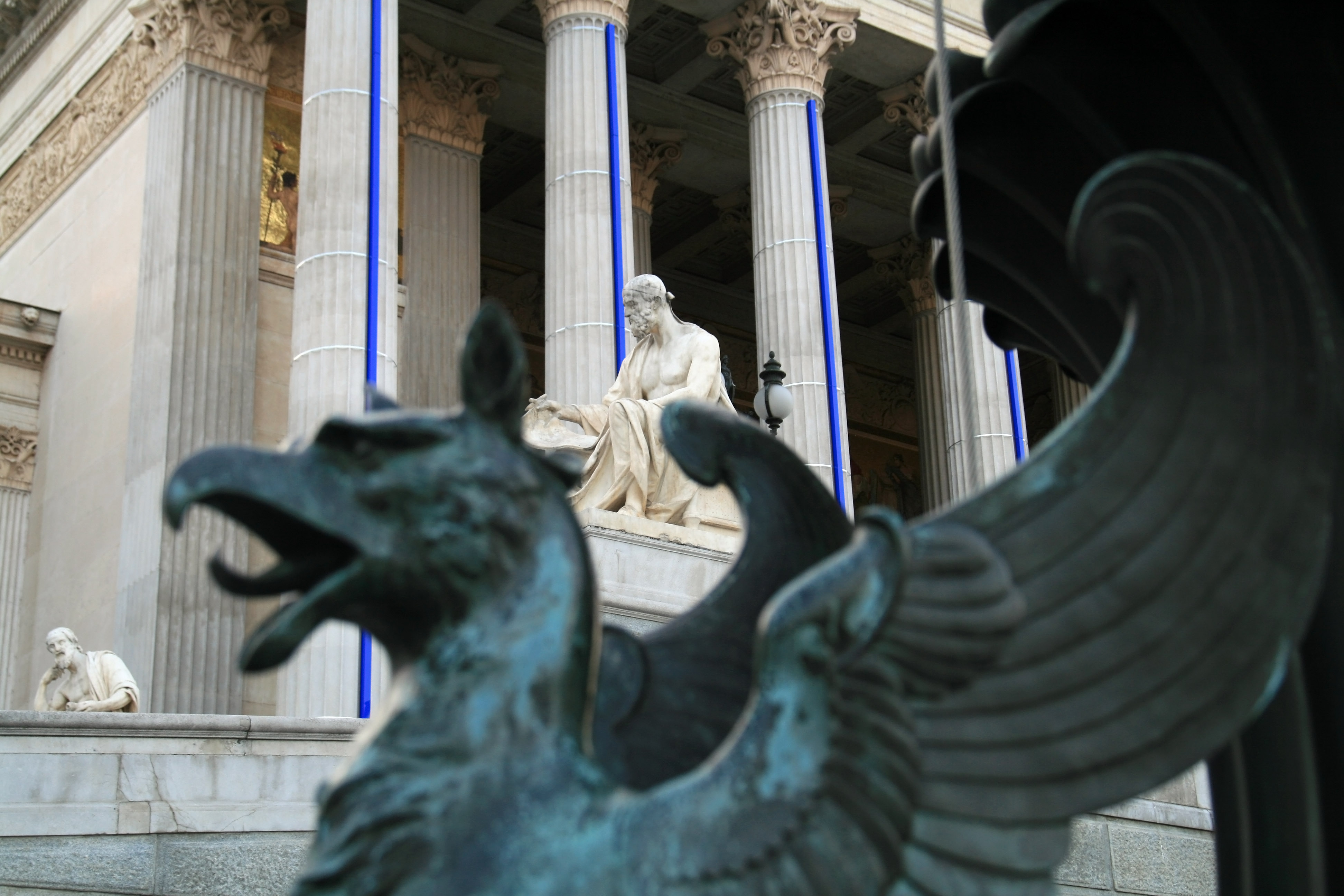
Estàtua de Polibi a l'entrada del Parlament d'Àustria

La teoria de la separació de poders de Montesquieu a L'esperit de les lleis es va inspirar en la descripció que els tractadistes clàssics van fer dels sistemes polítics de l'antiguitat, especialment en la que Polibi fa de la República Romana i de les teories de Plató i Aristòtil.
Es va basar en la política contemporània de la revolució anglesa  del segle xvii, especialment les teories de John Locke, que analitzaven, desenvolupaven i afinaven les propostes d'aquests clàssics.
Prominents autors de la Il·lustració francesa com Jean-Jacques Rousseau o de la Independència dels Estats Units, com Alexander Hamilton, també van teoritzar sobre aquesta separació.

## Proposta de Montesquieu

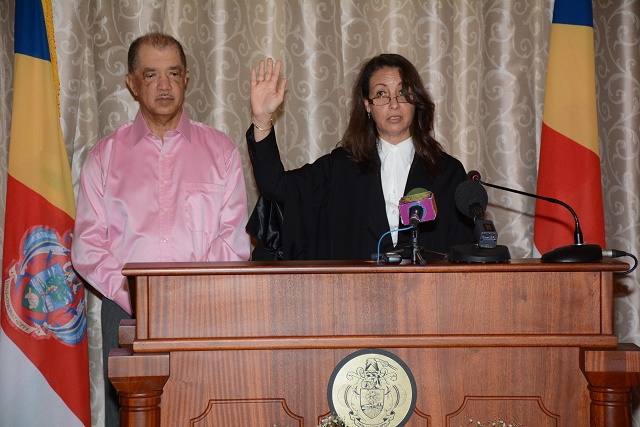
El cap de poder de la branca executiva amb la cap de la judicial.

Montesquieu pensava que, per prevenir l'abús del poder i per preservar la llibertat política, era necessari que el govern estigués regulat per diferents poders que s'observassin l'un a l'altre. En la seva obra L'Esprit des Lois (L'esperit de les lleis), publicada el 1748, va proposar una divisió de poders en tres branques, que va anomenar tria política:
- La branca legislativa, responsable de crear les lleis i les alteracions o revocacions de les lleis existents.
- La branca executiva, responsable d'assegurar-se que les lleis es portin a terme; inclou la creació de polítiques i l'elecció de la manera en la qual les polítiques es realitzen.
- La branca judicial, responsable d'interpretar la llei i aplicar la llei en situacions específiques. (Vegeu: Independència judicial)